# Болградський історико-етнографічний музей
Болградський історико-етнографічний музей — культурно-освітній заклад у місті Болград, Одеської області, розташований на проспекті Соборному, 154. Кваліфікується як історико-краєзнавчий і мав етнографічний, краєзнавчий та археологічний відділи.

## Створення
Болградский історико-етнографічний музей створений на початку 1960-х років, а відкритий у 1961 році на громадських засадах, з ініціативи історика Павла Федоровича Ешмекова й археолога Леоніда Васильовича Субботіна та журналіста-початківця Юрія Федоровича Грекова. Має статус народного музею (1968).
Віддаючи цій справі весь вільний час, вони також залучали до роботи в музеї своїх друзів, товаришів, учнів.
Музей швидко набув популярності. Леонід Суботін налагодив тісні зв'язки з Одеським археологічним музеєм, Одеським державним університетом імені Мечникова та іншими великими музейними та науковими центрами. Болградський історико-краєзнавчий музей набув статусу народного музею. Це було величезним досягненням.
Леонід Васильович Суботін зайнявся археологією. Спочатку брав участь в археологічних експедиціях, а потім почав проводити самостійні дослідження. У 1964 році він створив клуб «Юний археолог», члени якого брали активну участь в археологічних розвідках та розкопках курганів та поселень в районі Болграда. Завдяки цим дослідженням музей почав поповнюватись унікальними археологічними експонатами.
Новий етап в історії музею розпочався 1989 року. Рішенням Одеського облвиконкому він був перетворений на етнографічний відділ Одеського історико-краєзнавчого музею і став називатися історико-етнографічним.
Сьогодні у музеї зібрано багато унікальних експонатів, які виставлені у залах музею:  національні костюми болгар, гагаузів, албанців; мідний і глиняний посуд кін. 19 ст. У 1997р. в будівлі музею розміщено Центр болгарської культури. Також проводяться виставки та експозиції до визначих подій. Окрема колекція присвячена культурі й історії болгар.
Зібрані найбагатші матеріали, які охоплюють історію Бессарабії з давніх часів до новітнього періоду.

## Перший зал
Експозиції першої зали присвячені далекому минулому краю. У музеї досить велика археологічна колекція, мабуть, найбільша в порівнянні з іншими районними музеями. Найбільш ранніми археологічними експонатами є кістки мамонта, точніше стародавнього слона, які були знайдені біля південної околиці Болграда. Вони стали важливим відкриттям та викликали великий інтерес у науковому світі. Раніше вважалося, що мамонти та давні слони в цих краях не мешкали.

## Другий зал
У другій залі відвідувачі ознайомляться з історією заснування міста Болграда та його розвитком. Болград по праву можна назвати перлиною Бессарабії. Адже він замислювався як столиця «Нової Болгарії», півдня Бессарабії, де було засновано 83 колонії болгарських переселенців.
Історія заснування та розвитку міста нерозривно пов'язана з ім'ям учасника російсько-турецьких воїн, героя Вітчизняної війни 1812 року, Головного піклувальника та голови комітету про іноземних колоністів півдня Росії, повноважного намісника Бессарабії, генерал-губернатора Новоросійського краю, видатного творця Івана Микитовича Інзова. В експозиції музею належне місце займають матеріали, присвячені цьому визначному військовому та державному діячеві.
В інших розділах представлені старовинні листівки, фотографії, побути, прикраси та інші речі місцевих жителів.  Експонати цієї зали дають також уявлення про розвиток економіки, культури, освіти, охорони здоров'я краю.

## Третій зал
Третій зал є етнографічною частиною експозиції музею. На початку XIX століття почалося переселення болгар до Бессарабії. Переселенці зуміли зберегти на батьківщині свою мову, культуру, віру, обряди, звичаї. Тут можна побачити національні костюми, традиційний жіночий та чоловічий одяг, основні жіночі прикраси: шкарпетку намист із золотих монет (алтині) у кілька рядів (сидефі), пояс зі срібною пряжкою, а також різноманітні знаряддя праці та інші експонати. Познайомитися з народними промислами та ремеслами народів, що мешкають у Бессарабії.
Далі слідує розділ сучасної історії. Представлені матеріали розповідають про створення Одеської області, основні етапи її розвитку, про досягнення в економіці, науці, культурі, освіті, охороні здоров'я тощо.
Завершується експозиція виставкою картин відомого болградського художника А. І. Попова. Особливо цікаві його роботи, де зображені старовинні будинки Болграда, яких давно вже немає. Завдяки художнику ми можемо зазирнути в старовину, що безповоротно пішла.

## Відновлення
Після двох землетрусів 1987 року будівля музею була визнана аварійною, і майно, перенесене у підвал відділу культури, згодом було розкрадене (втрачені колекції монет — близько 2500 одиниць, холодної та вогнепальної зброї XVII—XIX століть, стародруки тощо). 1990 році відновлено на правах етнографічного відділу й підпорядковано Одеському історико-краєзнавчому музею.
Колекції музею відображають етнографію народів Південної України, зокрема болгар, гагаузів, албанців, українців, молдаван, євреїв, румунів, турків. Також представлені археологічні знахідки 3–2 тис. до н. е.